# Легенды Древнего Рима

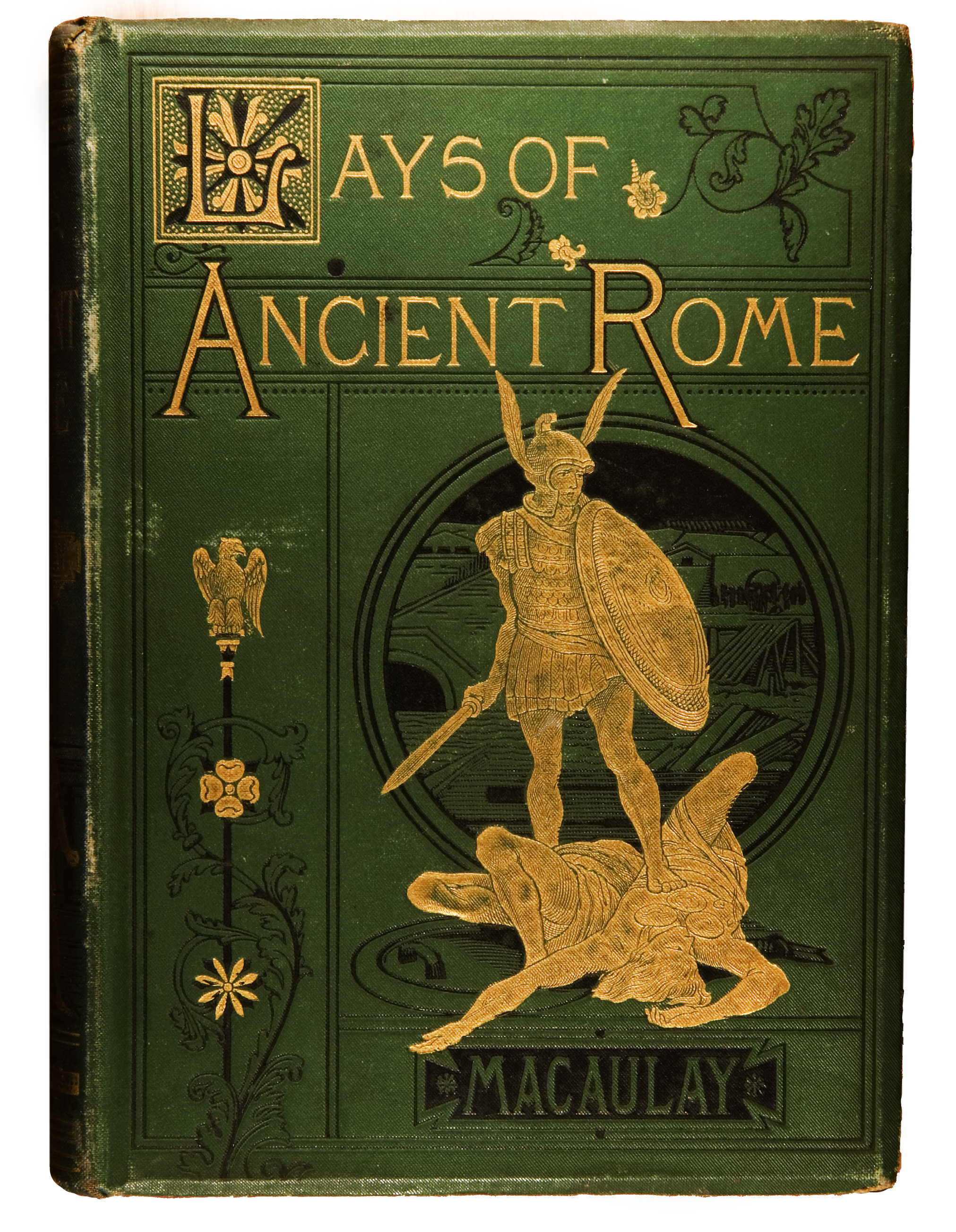
Lays of Ancient Rome, 1881 edition

Леге́нды Дре́внего Ри́ма (также: Песни Древнего Рима, «баллады…» и т.д.) — сборник повествовательных стихотворений Томаса Бабингтона Маколея, изданный в 1842 году. Четыре из них повествуют о героических эпизодах из ранней римской истории с сильными драматическими и трагическими темами, давшими название сборнику. Маколей также включил в книгу два стихотворения, вдохновленных новейшей историей: «Иври» (1824) и «Армада» (1832).

## Обзор
«Песни» были написаны Маколеем, когда ему было за тридцать, в свободное время, когда он был «законным членом» генерал-губернатора Верховного совета Индии с 1834 по 1838 год. Позже он написал о них:
Этот план пришел мне в голову в джунглях у подножия холмов Нейлгерри, и большинство стихов были написаны во время унылого пребывания в Утакаманде и неприятного плавания по Бенгальскому заливу
Римским балладам предшествует краткое введение, в котором легенды рассматриваются с научной точки зрения. Маколей объясняет, что его намерением было написать стихи, похожие на те, которые, возможно, пели в древние времена.
Впервые «Песнопения» были опубликованы Лонгманом в 1842 году. Они приобрели огромную популярность и стали предметом регулярного чтения, а затем и обычным времяпрепровождением. Более ста лет «Песнопения» были стандартным чтением в британских государственных школах. Уинстон Черчилль выучил их наизусть, когда учился в школе Харроу, чтобы показать, что он способен на выдающиеся умственные способности, несмотря на свою слабую успеваемость.
Гораций, защищающий Сублицийский мост, проиллюстрирован Джоном Рейнхардом Вегелином для издания 1881 года.

## Содержание

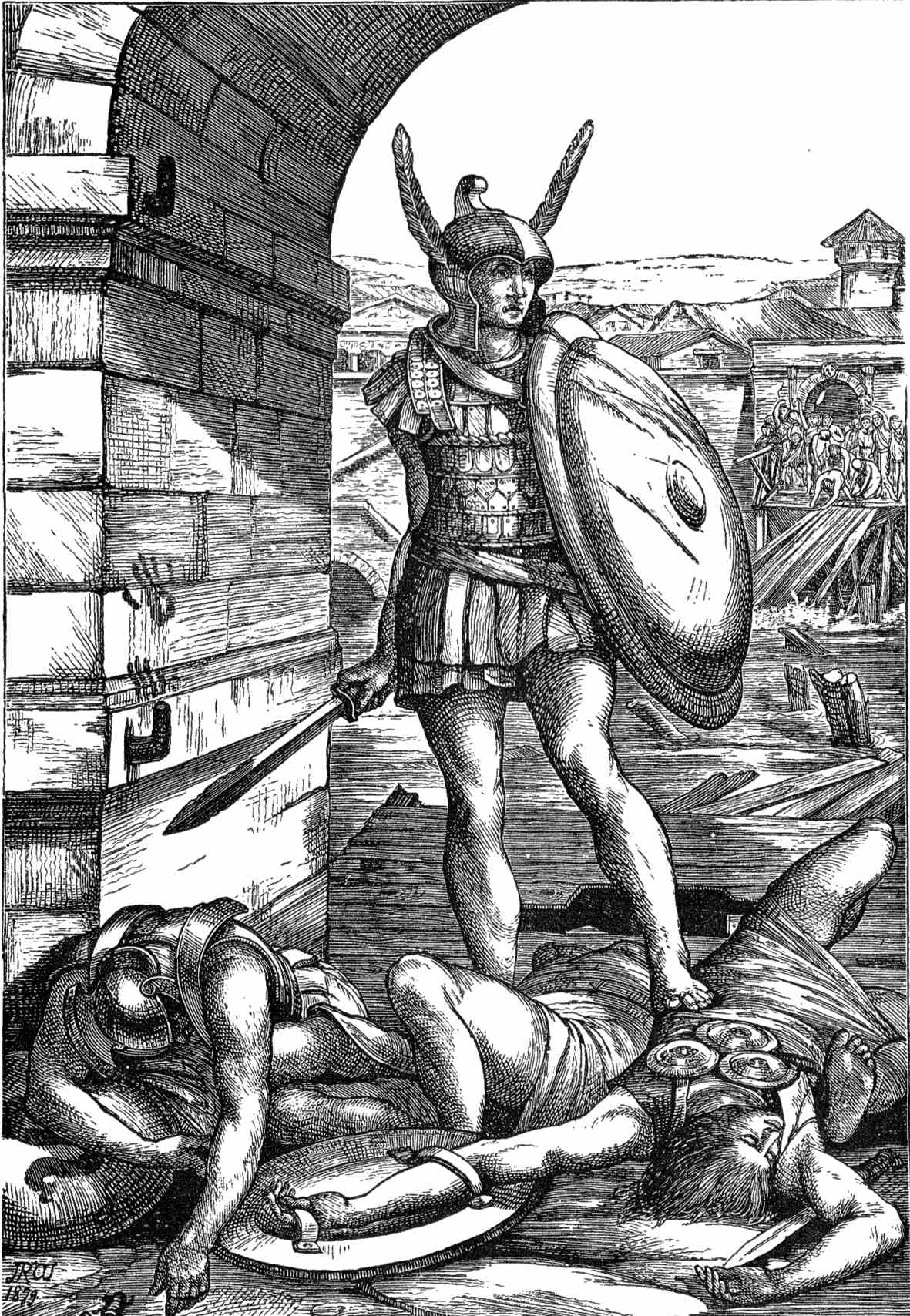
Horatius defending the Sublician bridge, illustrated by John Reinhard Weguelin for the 1881 edition.

### Гораций
В первом стихотворении, «Гораций», рассказывается о том, как Публий Гораций и два его спутника, Спурий Ларций и Тит Герминий, удерживают Субликийский мост, единственный пролёт, пересекающий Тибр в Риме, против этрусской армии Ларса Порсены, царя Клузия. Три героя готовы умереть, чтобы помешать врагу пересечь мост и разграбить плохо защищённый город. В то время как троица сближается с передними рядами этрусков, римские инженеры поспешно разрушают мост, оставляя своих врагов на противоположном берегу разлившейся реки.
Это стихотворение содержит часто цитируемые строки:
```
   Тогда заговорил храбрый Гораций,
   Начальник стражи врат:
   «Каждому человеку на этой земле
   Смерть приходит рано или поздно.
   И как может человек умереть лучше
   Чем сталкиваться с ужасающими трудностями,
   Ради праха своих отцов,
   И храмы 
его богов
[англ.]
»
[
4
]
[
5
]
.
```

```
   Опустите мост, господин консул,
   Со всей возможной скоростью;
   Я, и ещё двое мне в помощь,
   Будем держать противника в игре.
   На том узком пути тысяча
   Вполне может быть остановлена тремя.
   Теперь, кто встанет по обе стороны от меня,
   И будет удерживать мост вместе со мной?
```

Поскольку мост становится неустойчивым, Гораций призывает Ларция и Герминия отступить, а сам продолжает сражаться в одиночку. Его товарищи возвращаются на римскую сторону до того, как мост начинает рушиться, но Гораций больше не может переправиться в безопасное место и поэтому прыгает в реку, всё ещё в полном вооружении. Маколей пишет,
```
   Ни звука радости или печали
   Было слышно с обоих берегов;
   Но друзья и враги в немом удивлении,
   С приоткрытыми губами и напряженным взглядом,
   Стоял и смотрел туда, где он затонул:
   И когда над волнами
   Они видели, как появился его герб,
   Весь Рим издал восторженный крик,
   И даже в рядах 
Тосканы

   С трудом удержались от радостного возгласа.
```

Он достигает римского берега, получает богатую награду и, благодаря своему храброму поступку, приобретает легендарный статус:
```
   С плачем и смехом
   Эта история всё ещё рассказывается,
   Как хорошо Гораций держал мост
   В былые славные времена.
```

### Битва на озере Региллус

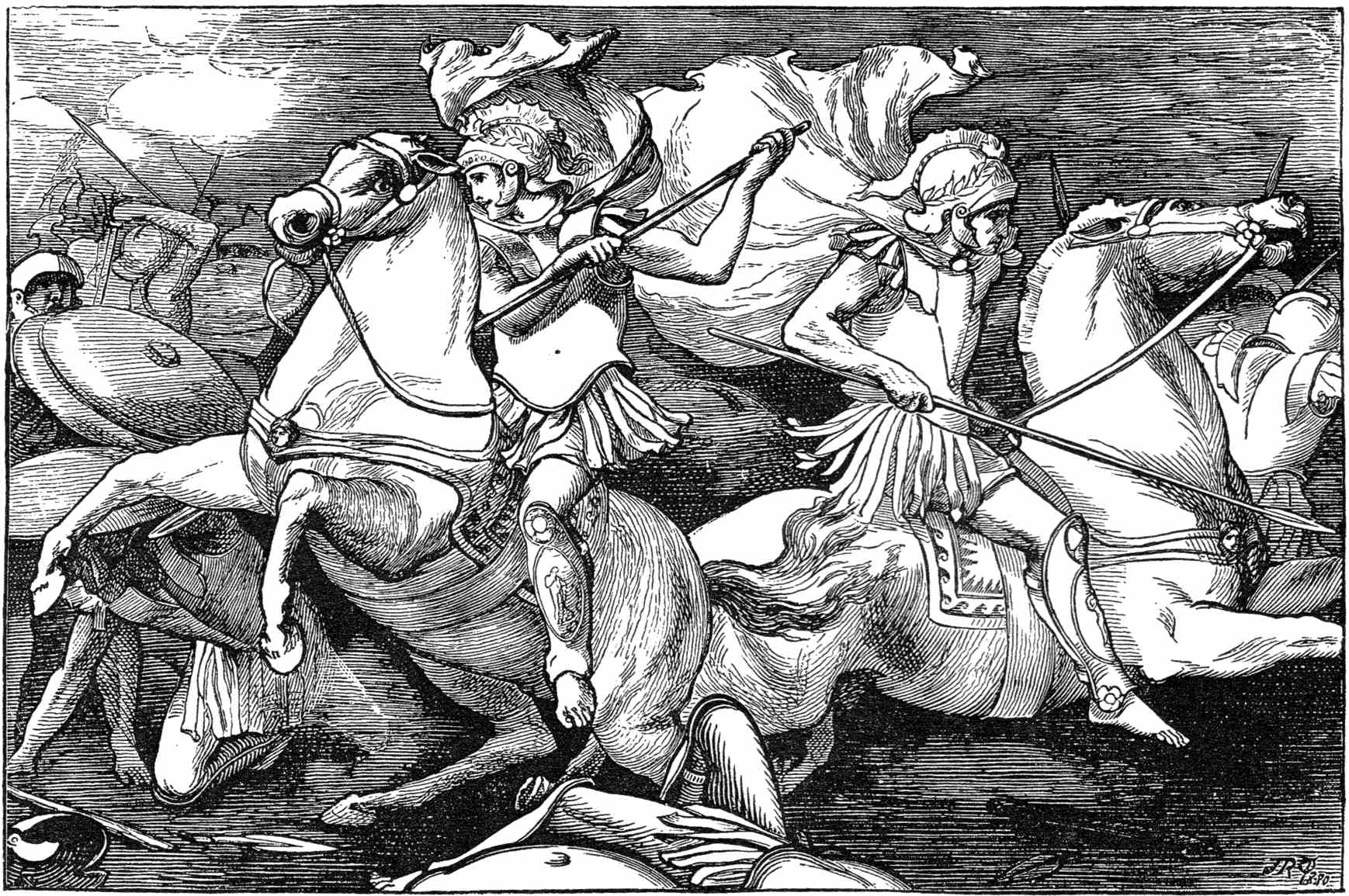
Джон Рейнхард Вегелин, Кастор и Поллукс, сражающиеся в The Battle of Lake Regillus (битве на озере Региллус),из издания 1881 года.

Следующая поэма, «Битва на озере Региллус», посвящена победе римлян над Латинским союзом в битве на озере Регилл. Через несколько лет после отступления Ларса Порсены и этрусков Риму угрожала латинская армия во главе со свергнутым римским царём Луцием Тарквинием Великим, его сыном Титом Тарквинием и его зятем Октавием Мамилием, принцем Тускула.
Эта поэма включает в себя ряд единоборств, описанных в мельчайших деталях, в сознательном подражании «Илиаде» Гомера.
```
   Сражение вокруг них прекратилось,
   Когда сошлись в смертельной схватке
   Римлянин и тускуланец,
   Лошади чёрные и серые.
   Герминий ударил Мамилия
   Через нагрудную пластину и через грудную клетку,
   И быстро потекла пурпурная кровь
   Поверх фиолетового жилета.
   Мамилий поразил Герминия
   Через головной убор и через голову,
   И бок о бок эти гордые вожди,
   Вместе пали замертво.
   Они упали замертво вместе
   В огромное озеро запёкшейся крови;
   И все, кто видел их падение, всё ещё стояли на ногах
   Пока люди могли считать их десятками.
```

Битва, описанная Маколеем, жестокая и кровопролитная, и исход её предрешён только тогда, когда боги-близнецы Кастор и Поллукс выходят на поле битвы на стороне Рима.
```
   Так сказал он и согнулся в три погибели
   Туже затянув повязку черного Остера,
   Когда он узнал о королевской чете
   Который ехал по правую руку от него.
   Так похожи они были, что ни один смертный
   Может ли кто-то из других узнать:
   Их доспехи были белы как снег,
   Их кони были белыми как снег.
   Никогда на земной наковальне
   Не сверкали такие редкие доспехи;
   И не было никогда таких бравых коней
   Пьющих из земного потока.
```

### Вирджиния
В поэме «Вирджиния» описывается трагедия Вирджинии, единственной дочери Виргиния, бедного римского фермера. Порочный Аппий Клавдий, представитель одной из самых знатных патрицианских семей Рима и глава коллегии децемвиров, мечтает о прекрасной и добродетельной Вирджинии. Он инициирует судебный процесс, объявляя Вирджинию своей «беглой рабыней», зная, что его иск будет одобрен коррумпированным судейством, в котором он и его дружки председательствуют. Доведенный до отчаяния, Виргиний решает любыми способами спасти свою дочь от похоти Клавдия — даже её смерть предпочтительнее.
```
   Гнусное оскорбление, о котором ты не знаешь и никогда не узнаешь.
   Тогда обними меня за шею еще раз и поцелуй ещё раз...;
   А теперь, моя дорогая малышка, у меня нет другого выхода."
   С этими словами он высоко поднял меч и ударил её в бок,
   И, обливаясь кровью, она упала на землю и, всхлипнув, умерла.
```

Самопожертвование Вирджинии побуждает плебеев к действию: их вспышки насилия приводят к свержению децемвиров и введению законов Валерия-Горация, которые увеличивают власть и политическое могущество плебеев.

### Пророчество Каписа
«Пророчество Каписа» повествует о том, как, когда Ромул и Рем с триумфом прибывают в дом своего деда Каписа, слепой старик впадает в пророческий транс. Он предсказывает будущее величие потомков Ромула и их окончательную победу над врагами в Пирровой и Пунической войнах.
```
   Твой, римлянин, 
пилум
:
   Римлянин, твой меч,
   Ровный ров, ощетинившийся холм,
   Стройный строй легиона;
   И твои триумфальные колеса,
   Которые со своим украшенным лаврами шлейфом
   Медленно движутся по шумным улицам
   К вечному огню Юпитера.
```

### «Иври», песня гугенотов
Первоначально сочиненный в 1824 году, «Иври» посвящен битве, выигранной французским королём Генрихом IV и его войсками гугенотов у Католической лиги в 1590 году. Наследование Генрихом французского престола оспаривалось теми, кто не желал признавать протестантского короля Франции; его победа при Иври над превосходящими силами сделала его единственным вероятным претендентом на корону, хотя он не смог преодолеть всю оппозицию, пока не принял католичество в 1593 году. В 1598 году Генрих издал Нантский эдикт, даровавший терпимость французским протестантам и положивший конец религиозным войнам во Франции.

### Армада: Фрагмент
Это стихотворение, написанное в 1832 году, описывает прибытие в Плимут в 1588 году известия об обнаружении испанской армады и зажигание маяков, чтобы разослать эту новость в Лондон и по всей Англии,
```
   Пока 
Скиддо
 не увидел огонь, который горел на 
укреплениях
 
Гонта
,
   И красный отблеск на Скиддо не разбудил горожан 
Карлайла
.
```

Армада была послана Филиппом II Испанским с целью вторжения в Англию и свержения протестантской королевы Елизаветы. Предположительно непобедимый флот был уничтожен, благодаря сочетанию бдительности, тактики, которая использовала преимущества размера и плохой маневренности кораблей Армады, и ряда других неудач.

## Культурные отсылки
«Легенды Древнего Рима» неоднократно переиздавались. Издание 1881 года, богато иллюстрированное Джоном Рейнхардом Вегелином, неоднократно переиздавалось. Бесчисленное множество школьников познакомились с этим произведением как с средством ознакомления с историей, поэзией и моральными ценностями мужества, самопожертвования и патриотизма, которые превозносил Маколей.
Пластинки хорошо продавались в Америке и оказали глубокое влияние на поколение, которому предстояло участвовать в Гражданской войне. 27 июня 1864 года полковник из Огайо Дэниел Маккук-младший готовил свою бригаду к наступлению на позиции конфедератов у горы Кеннесо, штат Джорджия, произнося фразу из «Горация», начинающуюся словами: «Что может быть лучше, чем умереть, столкнувшись с ужасающими трудностями…» Более тридцати лет спустя лейтенант Джей Ти Холмс писал: «Я вспомнил предсмертную песню Маккука, когда он шагал по бригаде, и перед нами предстала реальная работа, о которой нас предупреждали, и все стали ясно понимать. Несомненно, это была спонтанная цитата, но она была очень уместна, чтобы пробудить патриотические чувства и, если бы мы были римскими солдатами, веру в заботу богов. Это был языческий припев, но он был пропитан любовью к стране, близким и родне и чувством долга перед ними всеми».
Будучи подростком, Уинстон Черчилль получил награду школы Харроу за то, что запомнил и продекламировал все 1200 строк текста Маколея. В фильмах «Навстречу буре» (2009) и «Тёмные времена» (также: «Самый тёмный час» (2017)) он изображён декламирующим речь Горация, будучи премьер-министром во время Второй мировой войны.
Речь Горация представлена на военном мемориале Чушул в Резанг-Ла в память о 13-м батальоне Кумаонского полка индийской армии. Фраза «как человек может умереть лучше» была использована Бенджамином Погрундом в качестве названия его биографии активиста движения против апартеида Роберта Собукве.
Цитаты из «Горация» широко используются в научной фантастике. Стихи 32 и 50 из «Горация» использованы в качестве эпиграфов в романах Дайан Дуэйн «Звёздный путь», «Мой враг», «Мой союзник» и «Пустой стул». Речь Горация появляется в последней книге «Саги о семи солнцах» Кевина Дж. Андерсона, цитируется в эпизоде «Доктора Кто», и используется в качестве сюжетного приема в фильме «Забвение» (2013).